# جوش ماغواير
جوش ماغواير هو مبارز بالسيف كندي، ولد في 15 يونيو 1983 في هاميلتون في كندا.

## وصلات خارجية
- جوش ماغواير على موقع أوليمبيديا (الإنجليزية)